# Souarata Cissé
Souarata Cissé (Montreuil, 16 gennaio 1986) è un cestista francese con cittadinanza maliana.

## Carriera
Con il Mali ha disputato i Campionati africani del 2015.